# Koji Inada
Koji Inada (født 19. juni 1985) er en japansk fodboldspiller.
Han har spillet for flere forskellige klubber i sin karriere, herunder Roasso Kumamoto og Kashiwa Reysol.